# Gerhard Blickle
Gerhard Blickle (* 1959) ist ein deutscher Psychologe und Universitätsprofessor für Arbeits-, Organisations- und Wirtschaftspsychologie am Institut für Psychologie der Universität Bonn.

## Leben und Werk
Gerhard Blickle studierte Psychologie, Betriebswissenschaften und Jura an den Universitäten Tübingen, Heidelberg und Mannheim. Er erhielt sein Diplom in Psychologie von der Universität Heidelberg im Jahr 1987 und wurde 1993 mit Auszeichnung an der Universität Heidelberg promoviert. Für seine Schrift Kommunikationsethik im Management wurde ihm 1996 der Max-Weber-Preis für Wirtschaftsethik verliehen. Die Habilitation und venia legendi für das Fach Psychologie erhielt er 1997 von der Universität Koblenz-Landau. Zwischen 2001 und 2003 war er Professor für Arbeits- und Organisationspsychologie an der Universität Mainz, bevor er im Jahr 2003 die Leitung der Abteilung für Arbeits-, Organisations- und Wirtschaftspsychologie am Institut für Psychologie der Universität Bonn übernahm.
Seine Forschungsschwerpunkte sind u. a. Mentoring und Networking im Rahmen der Laufbahn- und Karriereforschung, politische Fertigkeiten und emotionale Intelligenz im Berufsleben sowie dunkle Persönlichkeitseigenschaften (Machiavellismus, Narzissmus und Psychopathie) bei Führungskräften.

## Publikationen (Auswahl)
- G. Blickle, R. Frieder, G. R. Ferris: Political skill. In: D. S. Ones, N. R. Anderson, H. K. Sinangil, C. Viswesvaran (Hrsg.): The SAGE Handbook of Industrial, Work & Organizational Psychology: Personnel Psychology and Employee Performance. 2nd edition, Vol. 1, Sage, Los Angeles 2018, Chap. 11, S. 299–319.
- G. Blickle, A. Schlegel, P. Fassbender, U. Klein: Some personality correlates of business white-collar crime. In: Applied Psychology: An International Review. Band 55, 2006, S. 220–233.
- R. Hogan, G. Blickle: Socioanalytic Theory: Basic concepts, supporting evidences, and practical implications. In: V. Zeigler-Hill, T. K. Shackelford (Hrsg.): The SAGE Handbook of Personality and Individual Differences. SAGE, Thousand Oaks, CA, 2018, S. 110–129.
- F. Nerdinger, G. Blickle, N. Schaper (Hrsg.): Lehrbuch Arbeits- und Organisationspsychologie. 4. Auflage. Springer, Heidelberg / Berlin / New York 2019.